# Strdimil karmínovoprsý
Strdimil karmínovoprsý (Aethopyga siparaja) je druh pěvce z čeledi strdimilovitých. Vyskytuje se v tropické jižní Asii, především v Indii, Bangladéši, Myanmaru a Indonésii. Vytváří několik poddruhů, které se od sebe zbarvením mírně liší.

## Popis
Strdimil karmínovoprsý měří na délku přibližně 11 centimetrů. Zobák je na konci zakřivený směrem dolů. Obsahuje trubkovitý jazyk, kterým tento pták vybírá netvar z květin. Nektar tvoří hlavní složku jeho potravy. Vyskytuje se v lesích i v kultivovaných, lidmi osídlených oblastech. Sameček tohoto druhu má karmínovou náprsenku (odtud druhové jméno), přičemž záda jsou hnědočervená, stehna žlutá a bříško je olivové barvy. Samičky jsou mnohem méně pestře zbarveny; náprsenku mají žlutou, přičemž záda jsou olivově zelená.